# Isa Lake
Isa Lake ist ein See im Yellowstone-Nationalpark im US-Bundesstaat Wyoming. Der See liegt auf der Nordamerikanischen Kontinentalscheide am Craig Pass. In der Yellowstone-Region leben seit 11.000 Jahren indigene Völker. Im 18. Jahrhundert, zur Zeit der ersten europäischen Expeditionen in der Gegend, war die Region Heimat mehrere Indianervölker. Darunter Nez Percé, Absarokee und die Shoshonen. Hiram M. Chittenden war der erste bekannte Europäer, der den See 1891 sah. Er suchte einen bessere Route zwischen Old Faithful und dem West Thumb Geyser Basin. Chittenden benannte den See nach Miss Isabel Jelke aus Cincinnati.
Es wird angenommen, dass der Isa Lake einer der wenigen natürlichen Seen der Welt ist, der in zwei verschiedene Ozeane mündet. Ein weiterer ist der Wollaston Lake. Die Ostseite des Sees fließt über den Lewis River in den Pazifischen Ozean und die Westseite des Sees über den Firehole River in den Golf von Mexiko.
Der See ist leicht zu besichtigen, da er an der Grand Loop Road liegt, die heute die Geysirbecken Old Faithful und West Thumb verbindet. Im See gedeiht die Indianer-Teichrose.